# Силванополис

Силванополис на карте штата.

Силванополис (порт. Silvanópolis) — муниципалитет в Бразилии, входит в штат Токантинс. Составная часть мезорегиона Восточный Токантинс. Входит в экономико-статистический микрорегион Порту-Насиунал. Население составляет 5 068 человек на 2010 год. Занимает площадь 1 258,831 км². Плотность населения — 4,03 чел./км².

## Демография
Согласно сведениям, собранным в ходе переписи 2010 г. Национальным институтом географии и статистики (IBGE), население муниципалитета составляет:
| Полное население                               | Полное население                               | Полное население                               | Полное население                               | 5 068 |
| ---------------------------------------------- | ---------------------------------------------- | ---------------------------------------------- | ---------------------------------------------- | ----- |
| в том числе:                                   | Городское население                            | 4 061                                          | Процент городского населения, %                | 80,13 |
|                                                | Сельское население                             | 1 007                                          | Процент сельского населения, %                 | 19,87 |
|                                                | Мужское население                              | 2 655                                          | Процент мужского населения, %                  | 52,39 |
|                                                | Женское население                              | 2 413                                          | Процент женского населения, %                  | 47,61 |
| Плотность населения, чел/км²                   | Плотность населения, чел/км²                   | Плотность населения, чел/км²                   | Плотность населения, чел/км²                   | 4,03  |
| Население муниципалитета в % к населению штата | Население муниципалитета в % к населению штата | Население муниципалитета в % к населению штата | Население муниципалитета в % к населению штата | 0,37  |

По данным оценки 2016 года население муниципалитета составляет 5 345 жителей.

## История
Город основан 10 июня 1980 года.

## Статистика
- Валовой внутренний продукт на 2003 составляет 10.964.710,00 реалов (данные: Бразильский институт географии и статистики).
- Валовой внутренний продукт на душу населения на 2003 составляет 2.571,46 реалов (данные: Бразильский институт географии и статистики).
- Индекс развития человеческого потенциала на 2000 составляет 0,667 (данные: Программа развития ООН).

## Важнейшие населенные пункты
| № | Населённый пункт | Населённый пункт (порт.) | Категория | Население чел. (2010) | На карте                        |
| - | ---------------- | ------------------------ | --------- | --------------------- | ------------------------------- |
| 1 | Силванополис     | Silvanópolis             | город     | 4 061                 | 11°09′03″ ю. ш. 48°10′16″ з. д. |